# Côte-vermeille (IGP)
Ne doit pas être confondu avec Côte Vermeille.
Le côte-vermeille, anciennement vin de pays de la côte Vermeille, est un vin français d'indication géographique protégée (le nouveau nom des vins de pays) de zone qui a vocation à labelliser, après dégustation, les vins ne pouvant postuler une appellation d'origine. L'IGP concerne des vins rouges, rosés et blancs, produits sur le territoire des quatre communes de la Côte Vermeille, dans le département des Pyrénées-Orientales, à la frontière espagnole : Collioure, Port-Vendres, Banyuls-sur-Mer et Cerbère.

## Histoire

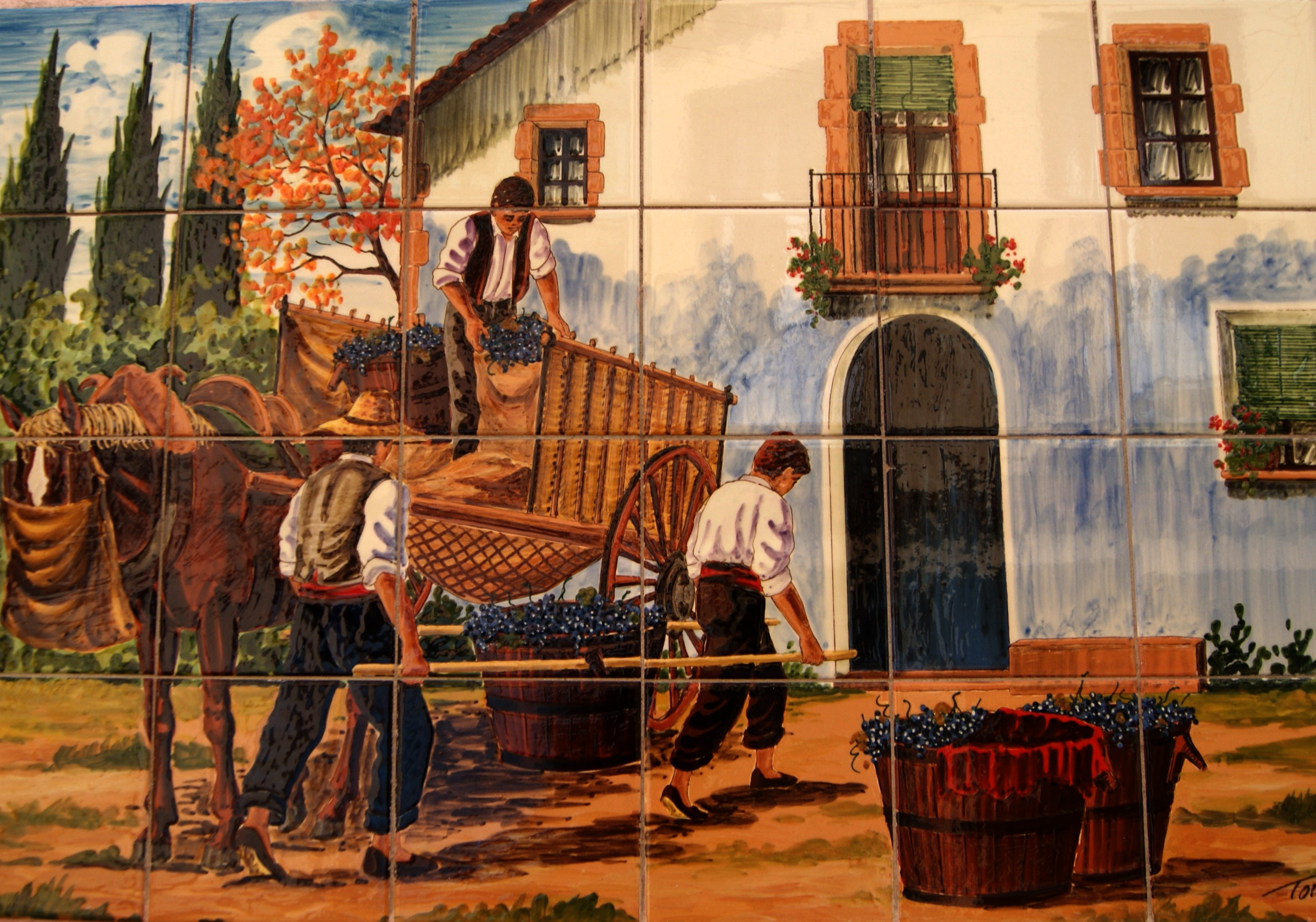
Vendangeurs à Banyuls-sur-Mer, 1925

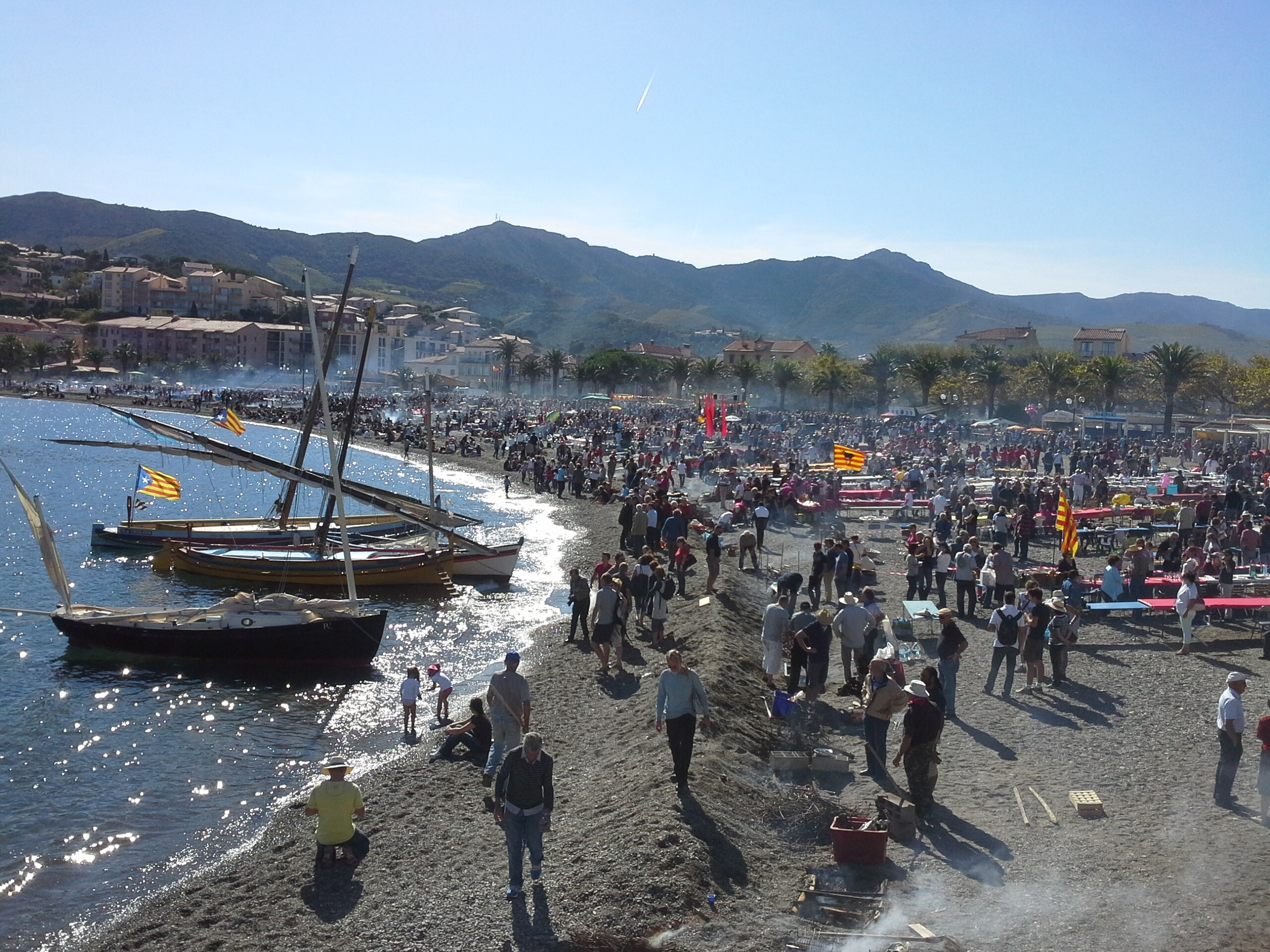
Fête des vendanges à Banyuls.

Le vin est implanté sur ce secteur depuis la présence romaine. Soumis à des droits d'état à partir de l'annexion française du Roussillon successive au Traité des Pyrénées, la production locale profite de la contrebande avec l'Espagne. L'intendant du Roussillon tente de sauver la situation en octroyant des primes aux contrebandiers en échange de leur installation comme vignerons. Le système des baux à complant permet aux exploitants de posséder les ceps sans posséder la terre, et donc à une grande partie de la population de vivre de cette activité. En contrepartie, les surfaces utilisées par chacun sont très modestes.
L'appellation Vin de pays de la Côte vermille est créée par décret en date du 17 mars 1986.

## Géographie

### Sols
L'appellation est produite sur des sols schisteux très fissurés, pauvres, avec une très faible capacité à retenir l'eau.

### Climat
Le climat de la zone de production est éminemment méditerranéen, compte tenu de la localisation des vignes en bordure maritime immédiate.

### Zone de production
Elle se situe sur les quatre communes de la Côte Vermeille que sont successivement Collioure, Port-Vendres, Banyuls-sur-Mer et Cerbère. La zone de proximité immédiate, où la vinification et l'élaboration des vins peuvent être réalisées, s'étend sur le territoire de dix communes périphériques du piémont pyrénéen des Albères (Argelès-sur-Mer, Elne, Laroque-des-Albères, Montesquieu-des-Albères, Ortaffa, Palau-del-Vidre, Saint-André, Saint-Génis-des-Fontaines, Sorède, Villelongue-dels-Monts), ainsi que la commune de Cases-de-Pène, isolée à une quarantaine de kilomètres au nord-ouest.

### Terroir et vin
L’exiguïté des surfaces exploitées et le relief ont produit des paysages viticoles en terrasses très spécifiques, qui contribuent à l'attractivité touristique et donc à l'entretien d'une demande et d'une production soutenues. L'héritage de la culture catalane, notamment dans la tradition des vins rancio, contribue aussi à l'unicité de la production de l'IGP.

## Encépagement
Les cépages utilisés pour les vins de l'IGP côte-vermeille sont : Alicante Henri Bouschet N, Alphonse Lavallée N, Altesse B, Alvarinho B, Aramon N, arinarnoa N, Arvine B, bourboulenc B, cabernet franc N, cabernet-sauvignon N, caladoc N, Carignan blanc B, carignan N, Carmenère N, chardonnay B, chasan B, chenanson N, chenin B, cinsaut N, Clairette B, Clairette rose Rs, Colombard B, côt N, Counoise N, egiodola N, Fer N, Gewurztraminer Rs, Grenache blanc B, Grenache gris G, grenache N, grenache blanc B, grenache gris G, Gros Manseng B, Listan B, Lledoner pelut N, macabeu B, marsanne B, marselan N, mauzac B, merlot N, Mondeuse N, Morrastel N, Mourvèdre N, Muscadelle B, Muscat à petits grains B, Muscat à petits grains Rg, Muscat à petits grains Rs, Muscat d'Alexandrie B, Muscat de Hambourg N, Négrette N, Nielluccio N, Parellada B, Petit Manseng B, Petit Verdot N, Pinot blanc B, Pinot gris G, pinot noir N, Piquepoul blanc B, Piquepoul gris G, Piquepoul noir N, portan N, Poulsard N, Raffiat de Moncade B, Ribol N, Riesling B, Rivairenc N, roussanne B, sauvignon B, Sauvignon gris G, Savagnin blanc B, Savagnin rose Rs, Sciaccarello N, sémillon B, Sylvaner B, syrah N, Tannat N, Tempranillo N, Terret blanc B, Terret gris G, Terret noir N, Tourbat B, ugni blanc B, Verdelho B, vermentino B, Villard blanc B, Villard noir N, viognier B.

### Types de vin
Il existe 9 labellisations différentes :
- Côte Vermeille blanc[4]
- Côte Vermeille rosé[5]
- Côte Vermeille rouge[6]
- Côte Vermeille surmûri blanc[7]
- Côte Vermeille surmûri rosé[8]
- Côte Vermeille surmûri rouge[9]
- Côte Vermeille rancio blanc[10]
- Côte Vermeille rancio rosé[11]
- Côte Vermeille rancio rouge[12]

## Vin et gastronomie

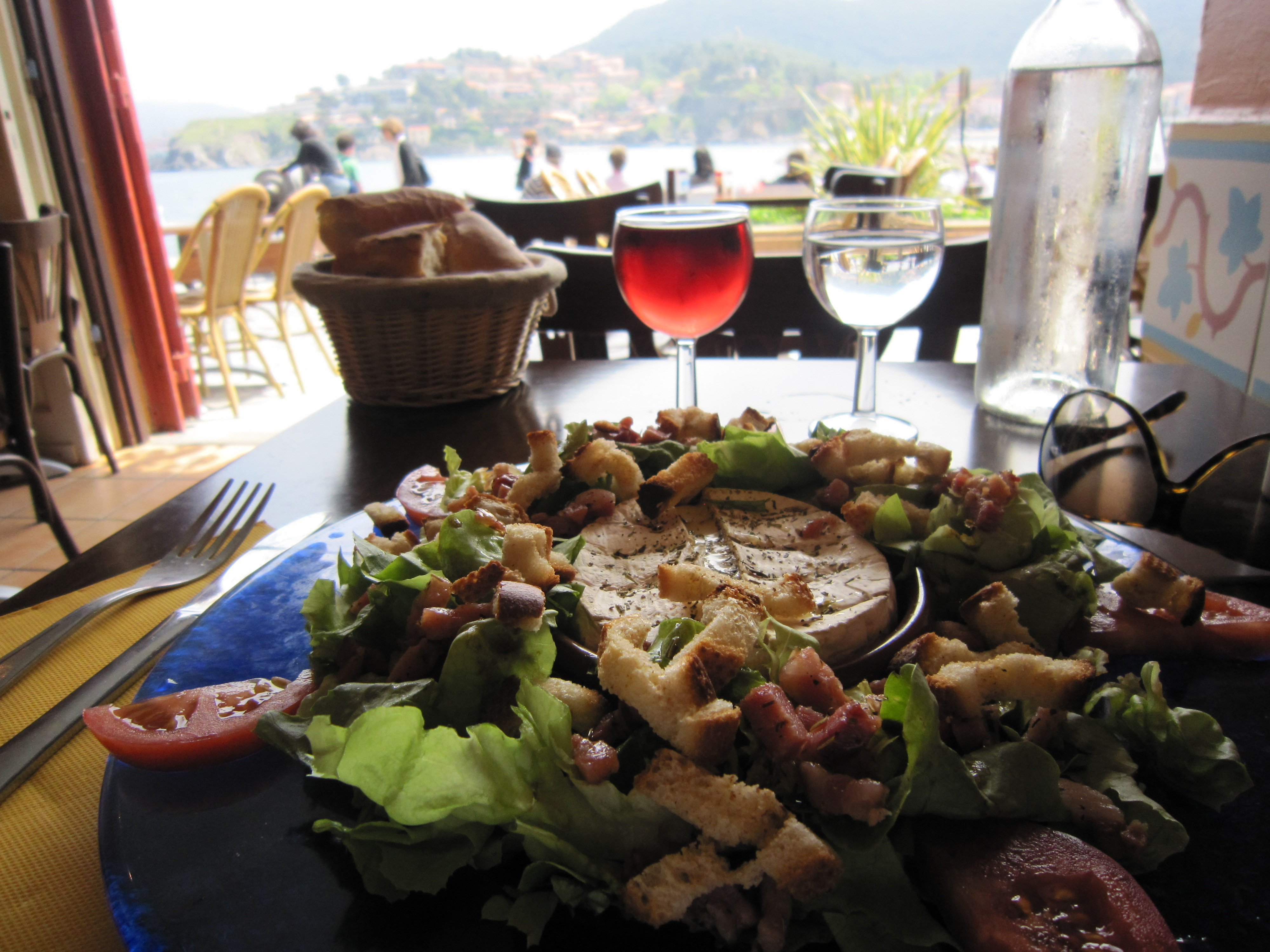
Salade de chèvre chaud et IGP côte-vermeille à Collioure
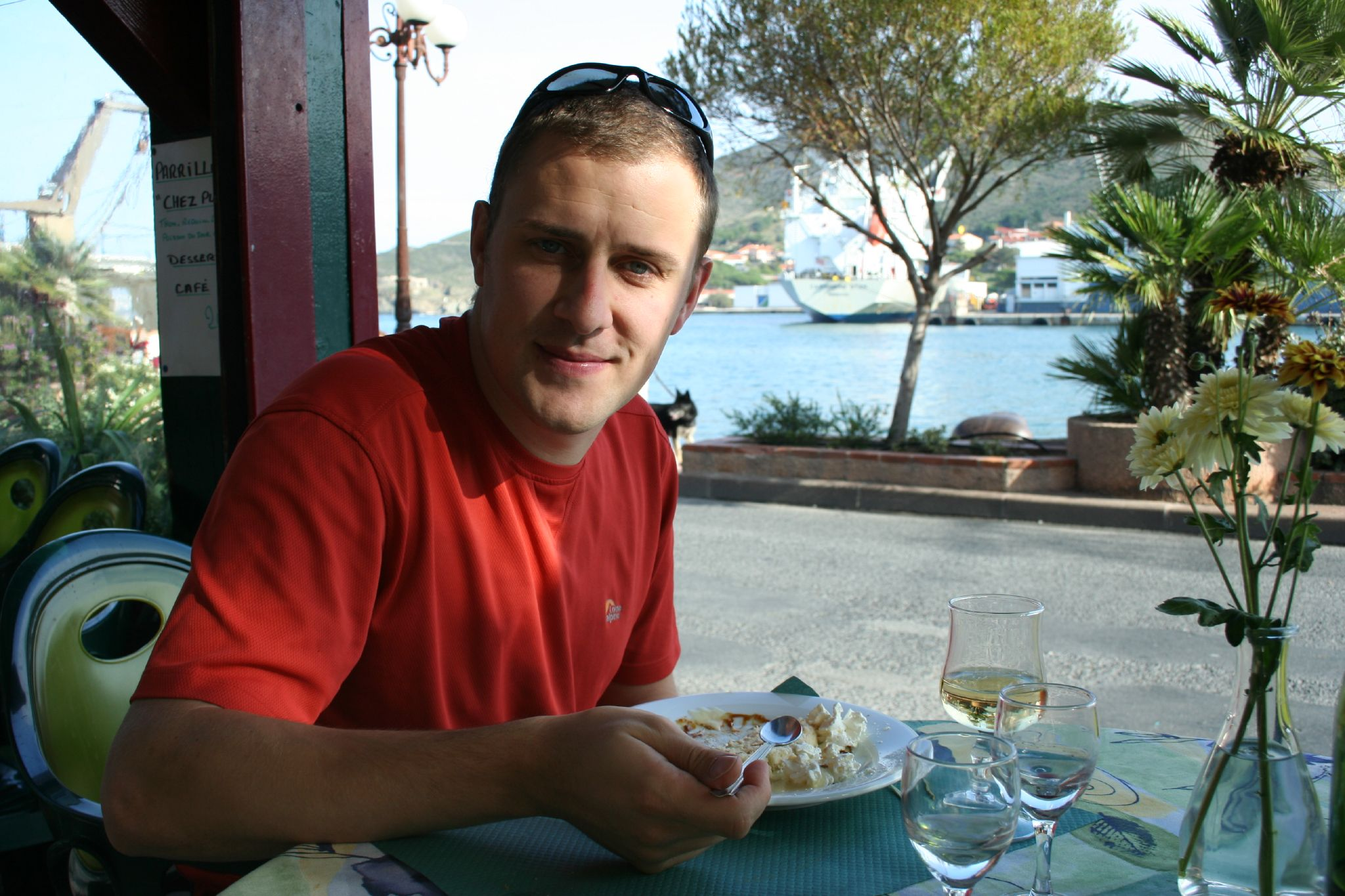
Dessert et IGP côte-vermeille à Port-Vendres
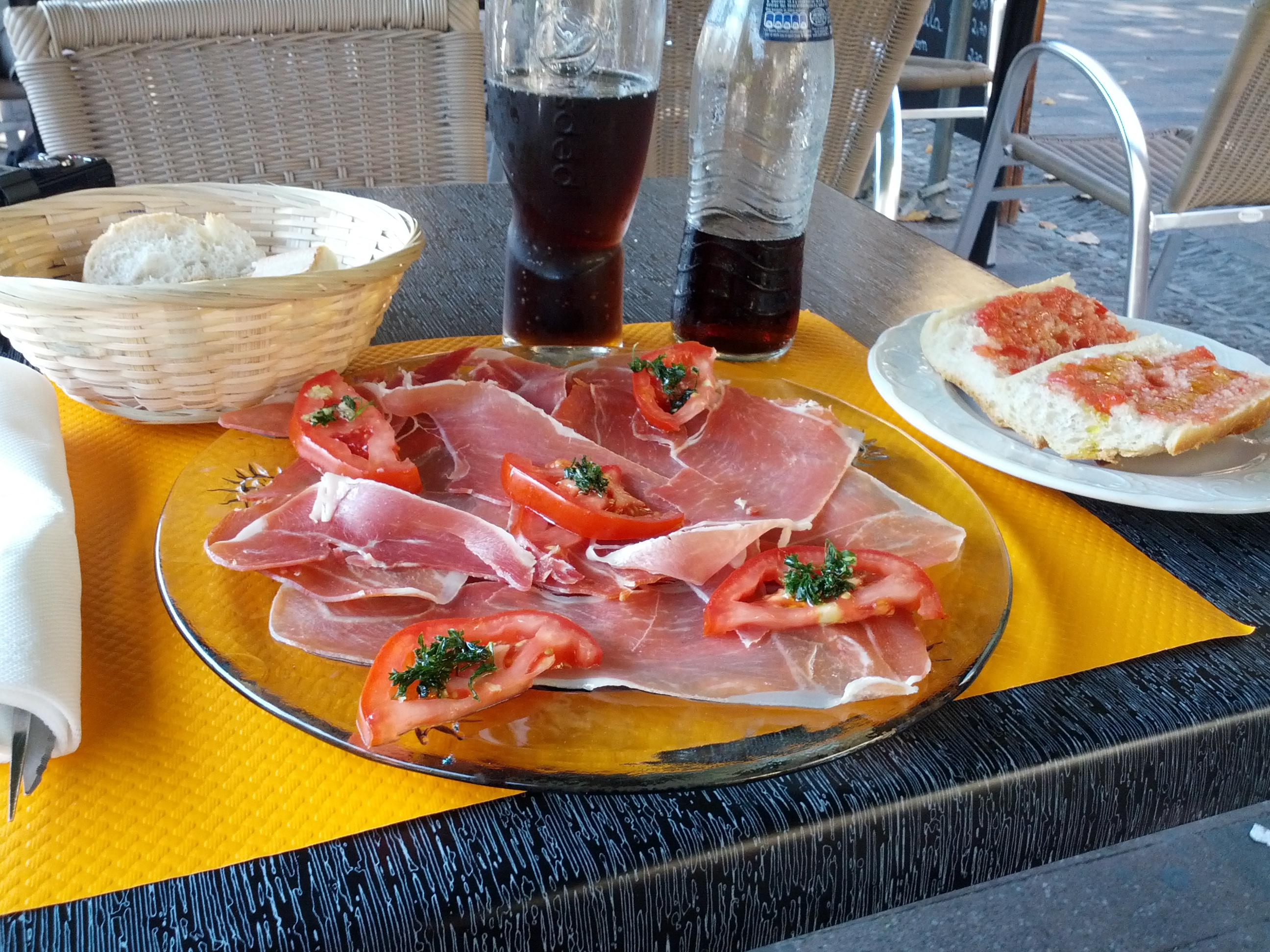
Jambon cru et IGP côte-vermeille à Collioure